# Ghulam Ishaq Khan
Ghulam Ishaq Khan (in urdu غلام اسحاق خان; Ismailkhel, 20 gennaio 1915 – Peshawar, 27 ottobre 2006) è stato un politico pakistano.

## Biografia
È stato il settimo Presidente del Pakistan, in carica dall'agosto 1988 al luglio 1993.
Dal marzo 1985 al dicembre 1988 ha ricoperto la carica di Presidente del Senato. 
Dal 1978 al marzo 1985 è stato Ministro delle finanze. 
Inoltre dall'ottobre 1975 al luglio 1977 è stato Segretario della difesa in un Governo guidato da Zulfikar Ali Bhutto, mentre dal dicembre 1971 al novembre 1975 è stato 
governatore della Banca di Stato del Pakistan.